# Pitar albidus
Pitar albidus är en musselart som först beskrevs av Gmelin 1791.  Pitar albidus ingår i släktet Pitar och familjen venusmusslor. Inga underarter finns listade i Catalogue of Life.